# 泰美镇
泰美镇，是中华人民共和国广东省惠州市博罗县下辖的一个镇。

## 行政区划
泰美镇下辖以下地区：
泰美社区、罗村、赤岭村、水安围村、三径村、芹塘村、雷公村、罗福田村、罗营村、新星村、良田村、新塘村、楼下村、岑坑村、岭子头村、夏青村、车村、盘沱村、秀岭村、沐村、兴水围村和象头山林场。

## 交通
- 京九铁路：泰美站